# Sugar (chanson de Maroon 5)
Pour les articles homonymes, voir Sugar.
Singles de Maroon 5
Animals
(2014) This Summer's Gonna Hurt like a Motherfucker
(2015)
Pistes de V
Unkiss Me Leaving California
Sugar est une chanson du groupe américain Maroon 5 sortie le 13 janvier 2015. Le single est extrait du cinquième album studio du groupe, V (2014).
En juillet 2019, le clip vidéo dépasse les trois milliards de visionnages sur la plateforme YouTube. 

## Classement hebdomadaire

### Certifications
| Région                                                                                                 | Certification | Ventes/Streams |
| --- | ------------- | -------------- |
| Belgique (BEA)                                                                                         | Or            | 10 000*        |
| *Ventes selon la certification ^Mise en rayon selon la certification xNon précisé par la certification |               |                |